# 豪尔赫·罗德里格斯
豪尔赫·罗德里格斯（西班牙語：Jorge Rodríguez，1968年4月18日—2024年8月8日），墨西哥男子足球运动员，司职中场。他曾代表墨西哥国家队参加1994年国际足联世界杯，结果队伍止步十六强赛。